# Zheng Chen
Zheng Chen (né le 4 janvier 1965) est un athlète chinois, spécialiste du sprint.

## Biographie
Il remporte quatre médailles d'or (deux sur 100 m et deux au titre du relais 4 × 100 m) lors des championnats d'Asie d'athlétisme. 
Lors des Jeux asiatiques, il obtient deux médailles en relais, ainsi qu'une médaille d'argent et une médaille de bronze à titre individuel.

### Palmarès
| Date | Compétition           | Lieu      | Résultat | Épreuve   | Performance |
| ---- | --------------------- | --------- | -------- | --------- | ----------- |
| 1985 | Championnats d'Asie   | Djakarta  | 1er      | 100 m     | 10 s 28     |
| 1985 | Championnats d'Asie   | Djakarta  | 1er      | 4 × 100 m | 39 s 34     |
| 1986 | Jeux asiatiques       | Séoul     | 3e       | 100 m     | 10 s 47     |
| 1986 | Jeux asiatiques       | Séoul     | 1er      | 4 × 100 m | 39 s 17     |
| 1987 | Championnats du monde | Rome      | 8e       | 4 × 100 m | 39 s 93     |
| 1989 | Championnats d'Asie   | New Delhi | 1er      | 100 m     | 10 s 35     |
| 1989 | Championnats d'Asie   | New Delhi | 1er      | 4 × 100 m | 39 s 28     |
| 1990 | Jeux asiatiques       | Pékin     | 2e       | 100 m     | 10 s 51     |
| 1990 | Jeux asiatiques       | Pékin     | 1er      | 4 × 100 m | 38 s 99     |

### Records
| Épreuve | Performance | Lieu     | Date              |
| ------- | ----------- | -------- | ----------------- |
| 100 m   | 10 s 28     | Djakarta | 26 septembre 1985 |